# Solomon Demse
Solomon Demse (31 de diciembre de 1998) es un deportista etíope que compite en taekwondo. Ganó una medalla de bronce en los Juegos Panafricanos de 2019, y una medalla de oro en el Campeonato Africano de Taekwondo de 2018.

## Palmarés internacional
| Juegos Panafricanos | Juegos Panafricanos | Juegos Panafricanos | Juegos Panafricanos |
| Año                 | Lugar               | Medalla             | Categoría           |
| ------------------- | ------------------- | ------------------- | ------------------- |
| 2019                | Rabat (Marruecos)   | Medalla de bronce   | –54 kg              |
| Campeonato Africano |                     |                     |                     |
| Año                 | Lugar               | Medalla             | Categoría           |
| 2018                | Agadir (Marruecos)  | Medalla de oro      | –54 kg              |